# Glenea bivittata
Glenea bivittata är en skalbaggsart som beskrevs av Aurivillius 1903. Glenea bivittata ingår i släktet Glenea och familjen långhorningar.
Artens utbredningsområde är Filippinerna. Inga underarter finns listade i Catalogue of Life.